# كارلوس عمدة
كارلوس عمدة (Carlos Mayor) (مواليد 5 أكتوبر 1965) هو مدرب كرة قدم.

## وصلات خارجية
- كارلوس عمدة على موقع الاتحاد الدولي (مؤرشف)  (الإنجليزية)
- كارلوس عمدة على موقع رابطة كرة القدم اليابانية للمحترفين (اليابانية)
- كارلوس عمدة على موقع قاعدة بيانات كرة القدم.إي يو (الإنجليزية)
- كارلوس عمدة على موقع Soccerway.com (الإنجليزية)
- كارلوس عمدة على موقع عالم كرة القدم.نت (الإنجليزية)
- كارلوس عمدة على موقع أوليمبيديا (الإنجليزية)
- J.League Data Site (باليابانية)